# Tassos Papadopoulos
Tassos (Efstathios) Nikolaou Papadopoulos (græsk: Τάσσος Νικολάου Παπαδόπουλος; født 7. januar 1934 i Nicosia, død 12. december 2008 i Nicosia) var en cypriotisk politiker, som var præsident på Cypern fra 28. februar 2003 til 17. februar 2008. Han har indtil 2006 været leder for centrumspartiet Dimokratiko Komma (Det demokratiske parti). Han blev valgt til præsident den 16. februar 2003 med 51,5 % af stemmerne i første valgrunde, foran den siddende præsident Glavkos Kliridis.
Ved præsidentvalget 17. februar 2008 kom han på tredjepladsen i første runde med 31,8 % af stemmerne. Valget blev vundet af Dimitris Christofias fra det kommunistiske Progressive arbejderparti.

## Æresbevisninger
Tassos Papadopoulos blev Kommandør af Storkorset af Trestjerneordenen den 15. marts 2007.